# Gouvernement Mauroy III
Pour les articles homonymes, voir Gouvernement Pierre Mauroy.
Ve République
Gouvernement Pierre Mauroy II Gouvernement Laurent Fabius
Le troisième gouvernement Pierre Mauroy est le 17e gouvernement de la Ve République française.
Cet article présente la composition du gouvernement français sous le Premier ministre Pierre Mauroy du 22 mars 1983 au 17 juillet 1984, pendant la présidence de François Mitterrand (1981-1995). Il s’agit du troisième et dernier gouvernement de Pierre Mauroy.

## Contexte de formation

### Contexte politique et économique
Le troisième gouvernement de Pierre Mauroy inaugure la politique de tournant de la rigueur voulue par le président Mitterrand. L'objectif est de freiner les dépenses publiques, et donc abaisser l'inflation, afin de rester dans le Système monétaire européen et assainir les finances publiques françaises, qui se sont dégradées entre 1981 et 1982 du fait de la relance keynésienne qui a vu les dépenses publiques augmenter de plus de 30 %.

### Féminisation du gouvernement
Le gouvernement compte six femmes ministres : Édith Cresson, Yvette Roudy, Edwige Avice, Catherine Lalumière, Georgina Dufoix et Huguette Bouchardeau.

### Coalition
Si le gouvernement est principalement composé de socialistes, quelques ministres communistes sont nommés à des postes, bien que subalternes, pour honorer l'accord entre Mitterrand et le Parti communiste.

## Composition initiale
Pierre Mauroy est nommé Premier ministre par un décret du 22 mars 1983 et les membres du Gouvernement par un décret en date du 22 mars 1983, et du 24 mars 1983,. Contrairement aux deux premiers Gouvernements dirigés par Pierre Mauroy, il ne compte aucun ministre d'Etat.

### Premier ministre
| Image          | Fonction         |  | Nom           | Parti |
| -------------- | ---------------- |  | ------------- | ----- |
| Jacques Chirac | Premier ministre |  | Pierre Mauroy | PS    |

### Ministres
| Image            | Fonction                                                     |  | Nom              | Parti |
| ---------------- | ------------------------------------------------------------ |  | ---------------- | ----- |
| Jacques Delors   | Ministre de l'Économie et des Finances                       |  | Jacques Delors   | PS    |
| Pierre Bérégovoy | Ministre des Affaires sociales et de la Solidarité nationale |  | Pierre Bérégovoy | PS    |
| Gaston Defferre  | Ministre de l'Intérieur et de la Décentralisation            |  | Gaston Defferre  | PS    |
| Charles Fiterman | Ministre des Transports                                      |  | Charles Fiterman | PCF   |
| Robert Badinter  | Garde des Sceaux, ministre de la Justice                     |  | Robert Badinter  | PS    |
| Claude Cheysson  | Ministre des Relations extérieures                           |  | Claude Cheysson  | PS    |
| Charles Hernu    | Ministre de la Défense                                       |  | Charles Hernu    | PS    |
| Michel Rocard    | Ministre de l'Agriculture                                    |  | Michel Rocard    | PS    |
| Laurent Fabius   | Ministre de l'Industrie et de la Recherche                   |  | Laurent Fabius   | PS    |
|                  | Ministre de l'Éducation nationale                            |  | Alain Savary     | PS    |
| Édith Cresson    | Ministre du Commerce extérieur et du Tourisme                |  | Édith Cresson    | PS    |
|                  | Ministre de l'Urbanisme et du Logement                       |  | Roger Quilliot   | PS    |
|                  | Ministre du Commerce et de l’Artisanat                       |  | Michel Crépeau   | MRG   |
|                  | Ministre de la Formation professionnelle                     |  | Marcel Rigout    | PCF   |

### Ministres délégués
| Image              | Fonction                                                      |  | Nom                | Parti |
| ------------------ | ------------------------------------------------------------- |  | ------------------ | ----- |
| Jack Lang          | Ministre délégué à la Culture                                 |  | Jack Lang          | PS    |
|                    | Ministre déléguée chargée de la Jeunesse et des Sports        |  | Edwige Avice       | PS    |
| Yvette Roudy       | Ministre déléguée chargée des Droits de la femme              |  | Yvette Roudy       | PS    |
| André Labarrère    | Ministre délégué chargé des Relations avec le Parlement       |  | André Labarrère    | PS    |
| André Chandernagor | Ministre délégué chargé des Affaires européennes              |  | André Chandernagor | PS    |
|                    | Ministre délégué chargé de la Coopération et du Développement |  | Christian Nucci    | PS    |
| Louis Mexandeau    | Ministre délégué chargé des P.T.T.                            |  | Louis Mexandeau    | PS    |
| Jack Ralite        | Ministre délégué chargé de l'Emploi                           |  | Jack Ralite        | PCF   |

### Secrétaires d'État
| Image                       | Fonction                                                                               |  | Nom                         | Parti |
| --------------------------- | -------------------------------------------------------------------------------------- |  | --------------------------- | ----- |
| Max Gallo                   | Secrétaire d'État, porte-parole du gouvernement                                        |  | Max Gallo                   | PS    |
|                             | Secrétaire d'État                                                                      |  | Jean Le Garrec              | PS    |
| Anicet Le Pors              | Secrétaire d'État chargé de la Fonction publique et des Réformes administratives       |  | Anicet Le Pors              | PCF   |
|                             | Secrétaire d'État chargé des Techniques de la Communication                            |  | Georges Fillioud            | PS    |
| Henri Emmanuelli            | Secrétaire d'État chargé du Budget                                                     |  | Henri Emmanuelli            | PS    |
| Catherine Lalumière         | Secrétaire d'État chargée de la Consomnation                                           |  | Catherine Lalumière         | PS    |
|                             | Secrétaire d'État chargé de la Sécurité publique                                       |  | Joseph Franceschi           | PS    |
|                             | Secrétaire d'État chargé des Départements et territoires d'outre-mer                   |  | Georges Lemoine             | PS    |
|                             | Secrétaire d'État de la Défense                                                        |  | François Autain             | PS    |
|                             | Secrétaire d'État chargé des Anciens combattants                                       |  | Jean Laurain                | PS    |
| Jean Auroux                 | Secrétaire d'État chargé de l'Énergie                                                  |  | Jean Auroux                 | PS    |
| Edmond Hervé                | Secrétaire d'État chargé de la Santé                                                   |  | Edmond Hervé                | PS    |
| Georgina Dufoix             | Secrétaire d'État chargée de la Famille, de la Population et des Travailleurs immigrés |  | Georgina Dufoix             | PS    |
| Daniel Benoist              | Secrétaire d'État chargé des Personnes âgées                                           |  | Daniel Benoist              | PS    |
|                             | Secrétaire d'Etat chargé des Rapatriés                                                 |  | Raymond Courrière           | PS    |
| Huguette Bouchardeau        | Secrétaire d'État chargée de l'Environnement et de la Qualité de vie                   |  | Huguette Bouchardeau        | PSU   |
| Roger-Gérard Schwartzenberg | Secrétaire d'État                                                                      |  | Roger-Gérard Schwartzenberg | MRG   |
| René Souchon                | Secrétaire d'État chargé de l'Agriculture et de la Forêt                               |  | René Souchon                | PS    |
|                             | Secrétaire d'État chargé du Tourisme                                                   |  | Roland Carraz               | PS    |
|                             | Secrétaire d'État chargé de la Mer                                                     |  | Guy Lengagne                | PS    |

## Ajustements et remaniements

### Remaniement du 4 octobre 1983
Élus sénateurs le 25 septembre, Roger Quilliot et François Autain démissionnent. Ce sont les raisons du remaniement du 4 octobre 1983 :
- Paul Quilès (PS) remplace Roger Quilliot comme ministre de l’Urbanisme et du Logement ;
- Jean Gatel (PS) remplace François Autain comme secrétaire d’État auprès du ministre de la Défense.

### Remaniement du 7 décembre 1983
Nommé premier président de la Cour des comptes, André Chandernagor démissionne.
Le poste de ministre délégué auprès du ministre des Relations extérieures, chargé des Affaires européennes est supprimé.

### Remaniement du 18 décembre 1983
Roland Dumas (PS) devient ministre des Affaires européennes.

### Remaniement du 18 juin 1984
Max Gallo démissionne le 18 juin 1984. Il est remplacé comme porte-parole du gouvernement par Roland Dumas (PS), ministre des Affaires européennes.

## Répartition partisane
| Parti                          | Parti                            | Premier ministre | Ministres | Ministres délégués | Secrétaires d'État | Total |  |
| ------------------------------ | -------------------------------- | ---------------- | --------- | ------------------ | ------------------ | ----- |  |
| Répartition le 24 mars 1983    | Répartition le 24 mars 1983      | 1                | 14        | 8                  | 20                 | 43    |  |
|                                | Parti socialiste                 | 1                | 11        | 7                  | 17                 | 36    |  |
|                                | Parti communiste français        |                  | 2         | 1                  | 1                  | 4     |  |
|                                | Mouvement des radicaux de gauche | 1                |           | 1                  | 2                  |       |  |
|                                | Parti socialiste unifié          |                  |           | 1                  | 1                  |       |  |
|                                |                                  |                  |           |                    |                    |       |  |
| Répartition le 17 juillet 1984 | Répartition le 17 juillet 1984   | 1                | 15        | 7                  | 19                 | 43    |  |
|                                | Parti socialiste                 | 1                | 12        | 6                  | 16                 | 36    |  |
|                                | Parti communiste français        |                  | 2         | 1                  | 1                  | 4     |  |
|                                | Mouvement des radicaux de gauche | 1                |           | 1                  | 2                  |       |  |
|                                | Parti socialiste unifié          |                  |           | 1                  | 1                  |       |  |

## Actions

### Politique budgétaire
Le tournant de la rigueur ayant été bâti sur la nécessité de lutter contre l'inflation, le gouvernement enclenche une baisse des dépenses et donc de la demande globale, qui atteint 60 milliards de francs. La ponction sur les ménages s'élève à 33 milliards de francs, ce qui contre-carre une grande partie des mesures de relance prises jusqu'alors.

### Politique industrielle et de l'emploi
Laurent Fabius, ministre de l'Industrie, mène une politique de modernisation des entreprises. Il annonce en mai 1983 les CODEVI (Comptes pour le développement industriel), qui sont lancés à la rentrée. Ils drainent 26 milliards de francs en un mois, et recueillent 54 milliards en six mois. Cette épargne alimente un Fonds industriel de modernisation (FIM), dont la mission est de prêter des capitaux aux entreprises industrielles pour financer le renouvellement de leurs technologies et de leurs équipements.
Le nombre annuel de faillites ayant doublé depuis le choc pétrolier de 1973, s'établissent à 25 000 par an en 1984, une loi sur le sauvetage juridique, économique et social des entreprises en difficulté est votée le 1er mars 1984, et sera suivie d'une seconde loi sous le gouvernement suivant.
Seulement, devant le constat que la cause principale des faillites est le surendettement et le vieillissement des équipements, et qu'au moins un tiers des entreprises françaises doit être modernisé pour survivre, le gouvernement rompt avec la doctrine qui avait dominé jusque là du sauvetage par l’État des entreprises. Au moins de juin 1984, le gouvernement n'empêche pas la fermeture de l'entreprise sidérurgique Creusot-Loire, plus grand dépôt de bilan de l'histoire industrielle française.
Le gouvernement Mauroy s'attelle à ce que le Premier ministre appelle le « traitement social du chômage ». Ces efforts portent principalement sur les actifs en fin de carrière. À travers les dispositifs de préretraite mis en place par le gouvernement, 700 000 personnes en bénéficient lorsque Mauroy quitte Matignon.
Afin de s'attaquer au chômage des jeunes, qui sont les plus touchés par le chômage, est créé en 1983 le stage d’insertion à la vie professionnelle (SIVP). Rémunéré entre le tiers et la moitié du SMIC, l’entreprise qui embauche le jeune n'a pas à payer de cotisations sociales. Ne montrant pas de résultats positifs, le dispositif est supprimé en 1988.

### Finances publiques
La rigueur décidée en 1983 se module à travers trois priorités politiques : rétablir l'épargne, car c'est un excès de demande qui a causé le creusement de la balance commerciale, la réduction du déficit budgétaire, que la relance keynésienne a creusé, et le ralentissement du crédit. Pour ce faire, la rémunération des plans épargne logement est élevée d'un point (9 % à 10 %). Le gouvernement tente de combler le déficit budgétaire par un prélèvement de 1 % sur les revenus, qui rapporte 13 milliards, et une chute de 24 milliards des dépenses.
La loi de finances du budget de l'année 1985 vise à réduire l'inflation (avec un objectif de 5 % par an avant 1986), la pression fiscale, et à moderniser l'industrie. Les impôts et cotisations sociales baissent pour la première fois depuis 1971. La réduction de l'impôt de 5 % et la suppression de la cotisation sociale de 1 % permettent aux ménages de bénéficier d'un revenu disponible supplémentaire de 20 milliards de francs. La réduction de la taxe professionnelle fait économiser 10 milliards aux entreprises.
Afin de récupérer ce manque à gagner de 30 milliards de francs, 23 milliards sont récupérés en augmentant la fiscalité sur les carburants et en augmentant les tarifs sur les téléphones.
Afin de freiner l'inflation, la croissance de la masse monétaire est limitée à 9 %, afin de faire passer l'inflation de 11,6 % en 1982 à un objectif de 8 % fin 1983.

## Sondages
Un sondage Sofres indique en mars 1984 que 54 % des Français approuvent la poursuite de la politique de rigueur du gouvernement et qu’ils sont « prêts à sacrifier une certaine baisse du pouvoir d'achat ». Le journal Le Monde écrit le mois même que cela « laisse espérer à la gauche que les « graines » semées par M. Mauroy ne demeureront pas éternellement stériles ».

## Démission
Pierre Mauroy profite de la cérémonie du 14 juillet pour confier au Président Mitterrand que, si le projet de loi Savary est retiré, alors il démissionnera. François Mitterrand refuse qu'il quitte le navire. Le revoyant dans l'après-midi, il lui demande de rester avec lui le temps de mener le référendum. Se coordonnant avec Alain Savary dans la soirée, Mauroy téléphone le lendemain à Mitterrand pour lui annoncer sa décision finale de quitter le gouvernement si le projet de loi, qui a déjà été voté en première lecture, est retiré. Il rédige sa lettre de démission et l'envoie par télécopie le 15 juillet au Président.
Mauroy donne officiellement sa lettre de démission au Président le mardi 17 juillet, qui est publiée au Journal officiel de la République française le 18 juillet 1984. Laurent Fabius est nommé dans la soirée par François Mitterrand comme nouveau Premier ministre et forme le gouvernement Fabius.

## Relations avec le Parlement
Le 6 avril 1983, le Premier ministre obtient la confiance de l'Assemblée nationale sur la déclaration de politique générale par 323 voix pour et 155 contre.
| Position   | Groupe | Groupe | Groupe | Groupe | NI | Total |
| Position   | COM    | SOC    | UDF    | RPR    | NI | Total |
| ---------- | ------ | ------ | ------ | ------ | -- | ----- |
| Position   |        |        |        |        | NI | Total |
| POUR       | 43     | 280    | 0      | 0      | 0  | 323   |
| CONTRE     | 0      | 0      | 64     | 85     | 6  | 155   |
| ABSTENTION | 0      | 0      | 0      | 0      | 0  | 0     |
| NON-VOTANT | 1      | 5      | 0      | 3      | 3  | 12    |

Le 19 avril 1984, le Premier ministre obtient la confiance de l'Assemblée nationale sur la déclaration de politique générale par 329 voix pour, 156 contre et 5 abstentions.
| Position   | Groupe | Groupe | Groupe | Groupe | NI | Total |
| Position   | COM    | SOC    | UDF    | RPR    | NI | Total |
| ---------- | ------ | ------ | ------ | ------ | -- | ----- |
| Position   |        |        |        |        | NI | Total |
| POUR       | 44     | 282    | 0      | 0      | 3  | 329   |
| CONTRE     | 0      | 0      | 62     | 87     | 7  | 156   |
| ABSTENTION | 0      | 0      | 0      | 0      | 1  | 1     |
| NON-VOTANT | 0      | 1      | 0      | 2      | 2  | 5     |